# グアルジャ
グアルジャ（Guarujá）は、ブラジルのサンパウロ州にある都市。サントスの東にあるサント・アマロ島 (Santo Amaro) に位置している。都市名は、トゥピ語 (en:Tupi language) で「狭い通路」の意味。

## 経済
主に観光業および貿易港としての経済活動によって、経済が成り立っている。
週末はサンパウロからの家族連れでごった返す。サンパウロから車で1時間弱の距離にある。
夏季のシーズン中は、特に訪れる人が多く、ビーチの近くに、コンドミニアムなどが立ち並ぶ。
サンパウロから近いリゾートということもあり、不動産業も盛んである。

## 姉妹都市
- カスカイス, ポルトガル (2000)

## 出身者
- チャールズ・オリベイラ - 総合格闘家
- ジェアン・パウロ・フェルナンデス - サッカー選手
- ジエゴ・ゴンサウベス - サッカー選手